# Givi Dzhavajishvili
Givi Dzhavajishvili (en georgiano: გივი ჯავახიშვილი; en ruso: Гиви Димитриевич Джавахишвили; también transliterado como Givi Javakhishvili,Tiflis, 18 de diciembre de 1912 - Ibídem, 10 de noviembre de 1985) fue un político soviético que ocupó el cargo de Presidente del Consejo de Ministros de la República Socialista Soviética de Georgia de 1953 a 1975.

## Primeros años
Fue hijo del renombrado médico georgiano Dimitri Dzhavajishvili y Anna Magalashvili. En 1934 se graduó en el Instituto Industrial Transcaucasico (hoy denominado- Universidad Técnica Georgiana) con la especialización de Ingeniería-Geología. Desde 1934 hasta 1952 trabajó en distintos órganos del gobierno local y en las estructuras del partido comunista.

## Carrera política
En 1952 fue el vicealcalde de Tiflis, capital de Georgia, y entre 1952 y 1953 ocupó el puesto de alcalde de la ciudad.
En 1953 fue nombrado Vice primer ministro de la RSS de Georgia, y entre 1953 y 1975 ocupó el puesto de primer ministro de Georgia, y fue miembro de los parlamentos de la URSS y de la RSS de Georgia, elegido varias veces, Miembro del Bureau del Comité Central. 
Entre 1953 y 1975 fue Presidente de la Comisión de la Protección de la lengua Georgiana. En 1958 presidió la delegación georgiana en la Feria Mundial EXPO en Bruselas, Bélgica y en 1967 en Montreal, Canadá. 
En 1961, Dzhavajishvili encabezó la delegación de la RSS de Georgia en Moscú en el Congreso del PCUS donde dio su famoso discurso exigiendo la retirada del cuerpo de Iósif Stalin desde el Mausoleo del Kremlin.
Fue delegado en los Congresos del PCUS XX a XXIV, siendo elegido miembro del Comité Central en el XX Congreso, y del XXII al XXIV. Fue diputado del Sóviet Supremo de la URSS desde la IV a la VIII convocatoria. Fue condecorado con 2 Órdenes de Lenin, Orden de la Revolución de Octubre, Orden de la Insignia de Honor, Orden de la Bandera Roja del Trabajo entre otras.

## Legado
Por la iniciativa de Givi Javakhishvili muchos edificios emblemáticos fueron construidos en Tiflis, como la Sala de conciertos de la Filarmonía y el Palacio de Deportes. En 1966, inauguró el Metro de Tiflis que se convirtió en el cuarto sistema de Metro en la antigua URSS. 
Durante los 22 años (el periodo más largo en la historia georgiana) que ocupó el puesto de primer ministro de Georgia, Givi Javakhishvili fue miembro de diferentes delegaciones oficiales de la URSS y de Georgia en países europeos, Estados Unidos, Canadá, Turquía. En Tiflis recibió a Jawaharlal Nehru, primer ministro de la India, Margarita II de Dinamarca, Georges Pompidou, Presidente de Francia, Mohammad Rezā Shāh Pahlavi, Sah de Irán, Fidel Castro, líder cubano y varias personalidades que ya habían hecho historia en el siglo XX.